# Kitô giáo tại châu Á

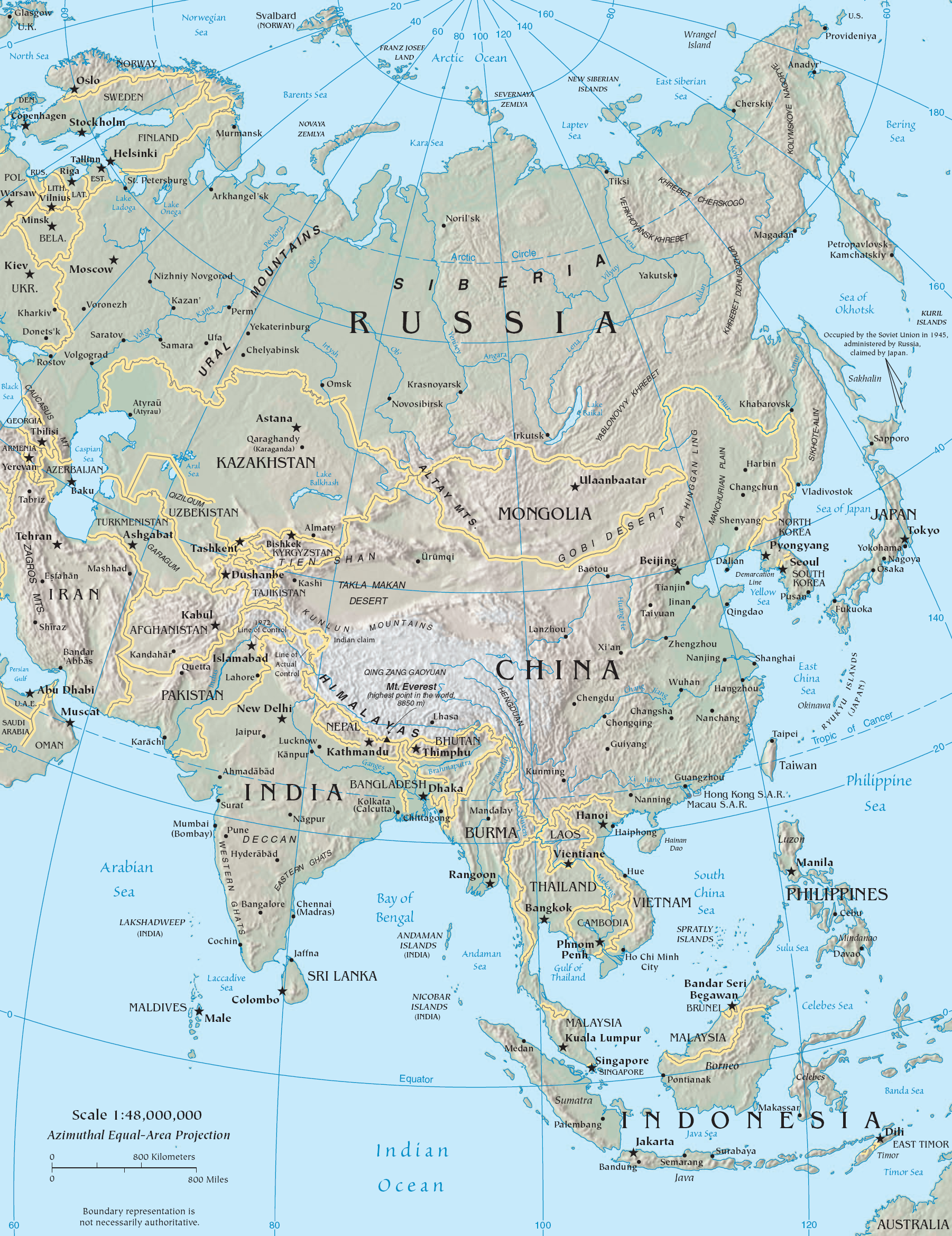
Cơ đốc giáo lan truyền từ Tây Á đến Trung Quốc từ thế kỷ 1 đến thế kỷ 14 sau Công nguyên và xa hơn đến Đông Á từ thế kỷ 16 với Châu Âu Thời đại khám phá

Cơ đốc giáo tại châu Á có nguồn gốc ngay từ sự khởi nguồn của Cơ đốc giáo, bắt nguồn từ cuộc sống và những giáo lý của Jesus vào thế kỷ thứ nhất tại Judea. Kitô giáo sau đó lan truyền qua công cuộc truyền đạo của các tông đồ trước tiên là ở Levant và bắt nguồn từ các thành phố lớn như Jerusalem và Antioch. Theo dân gian, sự ảnh hưởng về phía đông đã diễn ra thông qua quá trình rao giảng và truyền đạo của Tôma, người đã sáng lập những cơ sở Kitô giáo trong lòng Đế chế Parthia (Iran) và Thomas Christians. Chính Hội đồng đại kết đầu tiên đã được tổ chức tại thành phố Nicaea tại Tiểu Á (325). Các quốc gia đầu tiên công nhận Kitô giáo làm quốc giáo là Armenia vào năm 301 và Georgia vào năm 327. Đến thế kỷ thứ 4, Kitô giáo trở thành tôn giáo thống trị ở các tỉnh châu Á của Đế chế Đông La Mã.
Sau khi Hội đồng Ephesus đầu tiên vào năm 431 và Schorian Schism, Nestorian Christian đã phát triển. Nestorian bắt đầu chuyển đổi người Mông Cổ vào khoảng thế kỷ thứ 7, và Cơ đốc giáo Nestorian có lẽ đã được đưa vào Trung Quốc trong thời Nhà Đường (618-907). Người Mông Cổ có khuynh hướng khoan dung với nhiều tôn giáo, với một số bộ lạc Mông Cổ chủ yếu theo đạo Cơ đốc, và dưới sự lãnh đạo của cháu trai Genghis Khan, khan vĩ đại Möngke, Kitô giáo là một ảnh hưởng tôn giáo nhỏ của Đế quốc Mông Cổ vào thế kỷ 13.
Hội đồng đại kết thứ tư được tổ chức tại thành phố châu Á Chalcedon (451). Những tranh cãi và tranh chấp Kitô giáo bao quanh Hội đồng và hậu quả của nó dần dần dẫn đến sự chia rẽ giữa ủng hộ Chalcedonia (Chính thống phương Đông) và Cơ đốc giáo chống Chalcedonia (Chính thống phương Đông).
Cha Jordanus Catalani, một nhà truyền giáo Dominican người Pháp, theo sau vào năm 1321 2122. Ông báo cáo với Rome, dường như từ một nơi nào đó trên bờ biển phía tây Ấn Độ, rằng anh ta đã chôn cất Cơ đốc cho bốn tu sĩ tử. Jordanus được biết đến với "Mirabilia" 1329 mô tả những điều kỳ diệu của phương Đông: ông đã cung cấp tài khoản tốt nhất của các khu vực Ấn Độ và Kitô hữu, các sản phẩm, khí hậu, phong tục, phong tục, động vật và flori được đưa ra bởi bất kỳ người châu Âu nào trong thời trung cổ thậm chí đến Marco Polo's. Giáo phận Công giáo La Mã Quilon hay Kollam là giáo phận Công giáo đầu tiên ở Châu Á, Ấn Độ thuộc bang Kerala. Lần đầu tiên được dựng lên vào ngày 9 tháng 8 năm 1329 và được dựng lại vào ngày 1 tháng 9 năm 1886. Vào năm 1329, Giáo hoàng John XXII (đang bị giam cầm tại Avignon) đã dựng lên Quilon với tư cách là Giáo phận đầu tiên trong toàn bộ Ấn Độ với tư cách là giáo hoàng của Tổng giáo phận ở Ba Tư. Romanus Pontifix "ngày 9 tháng 8 năm 1329. Bởi một Bull riêng biệt" Venerabili Fratri Jordano ", cùng một Giáo hoàng, vào ngày 21 tháng 8 năm 1329 đã bổ nhiệm tu sĩ dòng Dominican Dominican Jordanus Catalani de Severac làm Giám mục đầu tiên của Quilon. (Bản sao của các Dòng và các thư liên quan do Giáo hoàng John XXII cấp cho Đức cha Jordanus Catalani và giáo phận Quilon được ghi lại và lưu giữ trong kho lưu trữ của giáo phận). Cũng trong khoảng thời gian đó, có một số nỗ lực để đoàn tụ Kitô giáo Đông và Tây. Ngoài ra còn có nhiều nỗ lực truyền giáo từ Âu sang Á, chủ yếu bởi các nhà truyền giáo Francisco, Dominican hoặc Dòng Tên. Vào thế kỷ 16, Tây Ban Nha bắt đầu chuyển đổi Philippines. Vào thế kỷ 18, Công giáo đã phát triển độc lập ít nhiều tại Hàn Quốc.
Hiện tại, Kitô giáo tiếp tục là tôn giáo đa số ở Philippines, Đông Timor, Armenia, Georgia, và Síp. Nó có dân số thiểu số đáng kể ở Hàn Quốc, Đài Loan, Trung Quốc, Ấn Độ, Pakistan, Iran, Indonesia, Việt Nam, Singapore, Hồng Kông (TQ), Nhật Bản, Malaysia, Kazakhstan, Kyrgyzstan, Israel, Palestine (bao gồm Bờ Tây và Dải Gaza), Liban, Syria, Iraq, Jordan, và một số quốc gia khác ở châu Á với tổng dân số Kitô giáo hơn 295 triệu người.

## Cơ đốc giáo tại Châu Á ngày nay
Ngày nay, Cơ đốc giáo là đức tin chiếm ưu thế ở sáu quốc gia châu Á, Philippines, Đông Timor, Síp, Armenia và Georgia. Sự trỗi dậy của chủ nghĩa Hồi giáo cực đoan, ở một số khu vực thống trị Hồi giáo, đã dẫn đến sự khủng bố và, trong những trường hợp tồi tệ hơn, tra tấn và tử vong. Tuy nhiên, tại nhiều quốc gia Hồi giáo, bao gồm cả bảo thủ (UAE) và (Malaysia, Indonesia và Việt Nam), Cơ đốc hữu vẫn tiếp tục được hưởng tự do thờ cúng, bất chấp giới hạn về khả năng truyền bá đức tin của họ.
Một nghiên cứu năm 2015 ước tính có 6,968.500 tín đồ Cơ đốc giáo đến từ một nền Hồi giáo ở châu Á, trong khi khoảng 483.500 tín đồ Cơ đốc giáo đến từ một nền Hồi giáo ở Trung Đông, hầu hết trong số họ thuộc một số hình thức Tin lành.

### Tỷ lệ và số Cơ đốc giáo trên mỗi quốc gia hoặc lãnh thổ châu Á
| Quốc gia và vùng lãnh thổ | Tỷ lệ Cơ đốc giáo     | Tổng dân số   | Dân số Cơ đốc giáo                                | Dominant Tỷ lệ khác                                                           |
| ------------------------- | --------------------- | ------------- | ------------------------------------------------- | ----------------------------------------------------------------------------- |
| Armenia                   | 98.7%                 | 3,299,000     | 3,256,113                                         | Giáo hội Tông truyền Armenia, 90%                                             |
| Đông Timor                | 98%                   | 1,108,777     | 1,086,601                                         | Công giáo, 97%                                                                |
| Gruzia                    | 87.6%                 | 4,636,400     | 4,107,850                                         | Chính thống giáo Gruzia, 83.9%                                                |
| Philippines               | 90,4%                 | 105,998,376   | 90,423,498                                        | Công giáo Rôma, 80%                                                           |
| Síp                       | 79.3%                 | 792,604       | 628,535                                           | Cypriot Orthodox Church, 70%                                                  |
| Liban                     | 41%                   | 4,300,000     | 1,900,000                                         | Hồi giáo Shia và Hồi giáo Sunni, mỗi nhánh khoảng 27% (Cơ đốc giáo chiếm 40%) |
| Hàn Quốc                  | 29.2%                 | 49,232,844    | 14,375,990                                        | Vô thần, Tín ngưỡng hoặc Confucianism, 46.5%                                  |
| Kazakhstan                | 25% (2017 Poll-28.7%) | 16,536,000    | 4,134,000                                         | Hồi giáo Sunni, 69% - 70% (2017 Poll-68%)                                     |
| Singapore                 | 18.8%                 | 5,638,700     | 1,060,016                                         | Phật giáo (chiếm khoảng 33.2%) chủ yếu là gốc Hoa)                            |
| Kuwait                    | 18.17% [g]            | 4,621,638     | 839,506 (2018)                                    | Hồi giáo Sunni, 70%                                                           |
| Kyrgyzstan                | 17%                   | 5,587,443     | 949,865                                           | Hồi giáo Sunni, 86.3%                                                         |
| Indonesia                 | 14.87 %               | 267,536,482   | 40,287,022 (2019-2020)                            | Hồi giáo 86,21% (Cơ đốc giáo & Công giáo 9,9%)                                |
| Hồng Kông[b]              | 11.7%                 | 7,122,508     | 833,333                                           | Vô thần, Không thờ, Buddhism, Đạo giáo hoặc Tín ngưỡng Trung Hoa, 57% - 80%   |
| Brunei                    | 10%                   | 381,371       | 38,137                                            | Hồi giáo Sunni, nearing 64%                                                   |
| Syria                     | 10%                   | 19,747,586    | 1,974,759                                         | Hồi giáo Sunni, 74%                                                           |
| Malaysia                  | 9.2%                  | 27,780,000    | 2,555,760                                         | Hồi giáo Sunni, 61.3%                                                         |
| Bahrain                   | 9%[g]                 | 718,306       | 64,647                                            | Hồi giáo Shia, 66-70%                                                         |
| Ma Cao[b]                 | 9%                    | 460,823       | 41,474                                            | Vợ thần, Phật giáo Nam Tông hoặc Tín ngưỡng Trung Hoa, Khoảng 75%             |
| Turkmenistan              | 9%                    | 4,997,503     | 449,775                                           | Islam (mainly Hồi giáo Sunni), 89%                                            |
| UAE                       | 9%[g]                 | 4,621,399     | 415,926                                           | Hồi giáo Sunni, 65% of residents, 85% of citizens                             |
| Uzbekistan                | 9%                    | 28,128,600    | 2,531,574                                         | Hồi giáo 90%                                                                  |
| Qatar                     | 8.5%[g]               | 928,635       | 78,934                                            | Wahhabi Islam (Hồi giáo nhánh Salafi), 72.5%                                  |
| Việt Nam                  | 8.3%                  | 95,500,000    | 7,926,500                                         | Tín ngưỡng dân gian (có sự ảnh hưởng của Tam giáo, 70%                        |
| Sri Lanka                 | 8%                    | 21,128,773    | 1,690,302                                         | Phật giáo Nam Tông, 70%                                                       |
| Jordan                    | 6%                    | 6,198,677     | 371,921                                           | Hồi giáo Sunni, 90%                                                           |
| Azerbaijan                | 4.8%                  | 8,845,127     | 424,566                                           | Hồi giáo Shia, 81%                                                            |
| Đài Loan[b]               | 4.5%                  | 22,920,946    | 1,031,443                                         | Phật giáo tại Đài Loan (various sects), 35.1%                                 |
| Oman                      | 4.3% [g]              | 3,311,640     | 120,000                                           | Ibadi Islam, 75%                                                              |
| Myanmar (Burma)           | 6.2%                  | 47,758,224    | 1,910,329                                         | Phật giáo Đại Thừa, 89%                                                       |
| Iraq                      | 4%                    | 28,221,181    | 1,128,847                                         | Hồi giáo Shia, 60%–65%                                                        |
| Trung Quốc[b]             | 3% - 4%               | 1,322,044,605 | 39,661,338 - 67,070,000                           | Không, 60% - 70%                                                              |
| Palestine                 | 3% [c]                | 4,277,000     | 128,310                                           | Hồi giáo Sunni, 98% [h]                                                       |
| Ấn Độ                     | 2.3%                  | 1,147,995,226 | 26,403,890                                        | Ấn Độ giáo, 80.5%                                                             |
| Mông Cổ                   | 2.1%                  | 2,996,082     | 62,918                                            | Phật giáo Tây Tạng, 53%                                                       |
| Israel                    | 2%                    | 7,112,359     | 161,000                                           | Do Thái giáo (various sects), 75.4%                                           |
| Nhật Bản                  | 2%                    | 127,920,000   | 2,558,400                                         | Folk Shinto/Vô thần, 70% - 84%                                                |
| CHDCND Triều Tiên         | 1.7%                  | 25,368,620    | 431,266                                           | Vô thần, 64.3%                                                                |
| Lào                       | 1.5%                  | 6,677,534     | 100,163                                           | Phật giáo Nam Tông, 67%                                                       |
| Pakistan                  | 1.5%                  | 167,762,049   | 2,516,431                                         | Hồi giáo Sunni, 80% - 95%                                                     |
| Nepal                     | 1.4%                  | 29,535,000    | 413,900                                           | Ấn Độ giáo, 80.6%                                                             |
| Campuchia                 | 1%                    | 13,388,910    | 133,889                                           | Phật giáo Nguyên Thủy, 95%                                                    |
| Tajikistan                | 1% [d]                | 4,997,503     | 499,750                                           | Hồi giáo Sunni, 93%                                                           |
| Bhutan                    | 0.9%                  | 682,321       | 12,255                                            | Phật giáo Kim cương Thừa, 67% - 76%                                           |
| Thái Lan                  | 1.17%                 | 65,493,298    | 787,589                                           | Phật giáo Nam Tông, 94.5%                                                     |
| Iran                      | 0.4%                  | 70,472,846    | 300,000                                           | Hồi giáo Shia, 90% - 95%                                                      |
| Bangladesh                | 0.3%                  | 153,546,901   | 460,641                                           | Hồi giáo Sunni, 89.7%                                                         |
| Thổ Nhĩ Kỳ                | 0.2%                  | 74,724,269    | 149,449-310,000                                   | Hồi giáo Sunni, 70-80%                                                        |
| Yemen                     | 0.17%                 | 23,013,376    | 3,000-41,000                                      | Hồi giáo Sunni, 53%                                                           |
| Afghanistan               | 0.02% - insignificant | 32,738,775    | 500-8,000                                         | Hồi giáo Sunni, 80% - 85%                                                     |
| Maldives[e]               | 0% - insignificant    | 379,174       | 300                                               | Hồi giáo Sunni, 99,9%                                                         |
| Ả Rập Xê Út[f]            | 0% - insignificant    | 23,513,330    | expatriate Christians are around 1,200,000 (4.4%) | Wahhabi Hồi (Hồi giáo nhánh Salafi), 85% - 90%                                |

#### Bảng ghi chú
Các quốc gia được đề cập trong danh sách trên tuân theo danh sách các quốc gia và vùng lãnh thổ được đề cập trong. Các khu vực chưa được công nhận, chẳng hạn như Abkhazia, không được đề cập trong danh sách này. Dữ liệu trong bảng trên là mỗi nguồn trong các bài viết được liên kết khi có sẵn và CIA World Factbook khi không. Số Kitô hữu được đề cập trên mỗi quốc gia là kết quả của việc áp dụng tỷ lệ phần trăm cho tổng dân số. Những kết quả này sẽ đi chệch khỏi số lượng thực tế nơi chúng có sẵn. Sự thống trị liên kết tôn giáo mỗi quốc gia đề cập đến sự thống trị giáo phái. Ví dụ, trong trường hợp Yemen, Hồi giáo Sunni được hiển thị là có 53% tổng dân số là tín đồ. Nó không đề cập đến rằng trong 47% tổng dân số còn lại, 45% tổng dân số thuộc về giáo phái Hồi giáo Shia.